# Light It Up
Light It Up é um filme de drama americano de 1999 dirigido por Craig Bolotin. É protagonizado pelo cantor Usher e pelos atores Rosario Dawson, Forest Whitaker e Vanessa L. Williams.

## Sinopse
Uma escola de ensino médio é totalmente negligenciada em Nova York. Um dos professores favoritos dos alunos é mandado embora. Então seis alunos que não têm nada em comum, se unem numa batalha que nunca imaginaram lutar e exigem uma explicação pela injustiça feita ao professor. Os alunos se abrigam dentro da escola e um simples protesto acaba se transformando em caso de polícia.

## Elenco
- Usher Raymond — Lester DeWitt
- Forest Whitaker — Oficial Dante Jackson
- Rosario Dawson — Stephanie Williams
- Robert Ri'chard — Zacharias 'Ziggy' Malone/O Narrador
- Judd Nelson — Mr. Ken Knowles
- Fredro Starr — Rodney J. Templeton
- Sara Gilbert — Lynn Sabatini
- Clifton Collins Jr. — Robert 'Rivers' Tremont
- Glynn Turman — Diretor Allen Armstrong
- Vanessa L. Williams — Detetive Audrey McDonald
- Robert Lee Minor — pai do Lester (flashback)
- Erica Hubbard — Garota #1 (Banheiro)
- Reggie Theus  — Intel. Policial
- Gary Anthony Ramsay — Ele mesmo/Âncora